# Modo yusivo
El modo yusivo es un modo gramatical del verbo usado para dar órdenes, mandatos o exhortaciones (frecuentemente en forma sugerida o indirecta, por lo que en muchas lenguas usa las mismas formas que las otras formas del subjuntivo).
En español el yusivo no tiene formas propias diferentes de las de subjuntivo a diferencia de lo que pasa en otras lenguas. Este modo es similar al modo cohortativo, que típicamente se aplica a primera persona gramatical apelando a los deberes y obligaciones con el objeto gramatical y al modo imperativo usado para órdenes directas a la segunda persona. El yusivo típicamente tiene solo formas de primera y tercera persona. Puede aplicarse también a órdenes que usan el "subjuntivo mandatorio".

## Ejemplos

### Alemán
En idioma alemán, el modo yusivo se expresa usando el presente de subjuntivo (llamado en alemán "Konjunktiv I"). Se usa típicamente en documentos formales o religiosos, como la Biblia. En la lengua común actual no es frecuente, aunque si lo fue en estadios anteriores del alemán, por lo que en la lengua hablada actual sobrevive sobre todo en proverbios:
| Es | kehre               | jeder         | vor      | seiner | eigenen | Tür.   |
| (expletivo) | barrer+sbjv+pres+3s | todo el mundo | frente a | su     | propia  | puerta |
| Todo el mundo debería barrer frente a su propia puerta (Todo el mundo debería tener en mente sus propios asuntos) |                     |               |          |        |         |        |
Todavía es común que las recetas de cocina se escriban usando el modo yusivo:
| Man              | nehme              | drei | Eier   |
| Uno              | tomar+sbjv+pres+3s | tres | huevos |
| Tome tres huevos |                    |      |        |
Sin embargo, los pronombres de tercera persona no pueden usarse directamente, porque el yusivo sería tomado erróneamente por un imperativo de cortesía. En su lugar, estos se sustitutyen por "quien", "alguien", "todo el mundo", etc: